# Strabon
Strabon (græsk: Στράβων; 63/64 f.Kr. –ca. 24 e.Kr.) var en græsk historiker, geograf og filosof, som i dag bedst huskes for sit værk på 17 bind, Geografika ("geografi"). I det giver hans en uddybende beskrivelse af folk og steder fra forskellige regioner af tidens kendte verden.

## Liv
Strabon var født i en rig græsk familie fra Amaseia i Pontus (dagens Amasya, Tyrkiet) som da netop var blevet en del af den romerske republik. Hans mor var georgier og tilhørte en fremstående familie, som havde betydningsfulde positioner under kong Mithridates 6. af Pontos styre. Denne havde kæmpet mod den romerske ekspansion.
Strabon studerede under flere prominente lærere med forskellige specialiteter i sine første år ved forskellige ophold under sine rejser langs Middelhavet. Sin første uddannelse fik han i Nysa (nutidens tyrkiske Sultanhisar) under den retoriske mester Aristodemos, som tidligere havde været lærer for sønnerne af Pompeius. Aristodemos var overhoved for to skoler i retorik og grammatik, en i Nysa og en anden i Rhodos, den første af de to byer fremmede en særskilt intellektuel videbegærlighed til homerisk litteratur og tolkninger af de homeriske epos. Strabon var en beundrer af Homers poesi, måske et resultat af den tid, han tilbragte i Nysa sammen med sin lærer.
Da han var omkring 21 år gammel, flyttede Strabon til Rom, hvor han studerede filosofi hos Xenarkos af Seleukia  ved den peripatetiske skole, som var en meget respekteret lærd ved Augustus' hof. Til trods for Xenarkos' aristoteliske lære, giver Strabon senere bevis på at have formet sin egen stoiske tilbøjelighed, hovedsagelig fra hans senere lærer Athenodoros, en lærer for Augustus. I Rom studerede han også grammatik under den rige og kendte lærde Tyrannion of Amisos (som også kom fra Pontos). Selv om Tyrannion også var en peripatetiker, var han mere relevant en autoritet i geografi, hvilket er af større betydning med tanke på Strabons egne bidrag til dette fag.
Den sidste bemærkelsesværdig mentor for Strabon var Athenodoros Kananites, en filosof som siden 44 f.Kr. havde tilbragt sit liv i Rom, hvor han dyrkede omgang med den romerske elite. Athenodoros formidlede til Strabon inden for tre hovedområder: hans filosofi, hans kundskab og hans kontakter. I modsætning til de aristoteliske Xenarkos og Tyrannion, var Athenodoros stoisk i sit grundlag, næsten helt sikkert kilden til Strabons afvigelse fra hans tidligere lærere. Foruden Athenodoros' egne erfaringer formidlede han information om Romerrigets regioner, som ville have været vanskelig at skaffe sig på anden vis.
Strabons liv var præget af omfattende rejser. Han sejlede til Egypten og Kush, så langt vest på som til kysten af Toscana, og så langt syd på som til Etiopien, foruden rejser i Anatolien og tid, som blev tilbragt i Rom. Rejser over hele Middelhavet og Midtøsten, særlig af videbegærlige grunde, hvilket var populært på denne tid og muliggjort ved en relativ fred, som var sikret af styret under Augustus (27 f.Kr.–4 e.Kr.). Han flyttede til Rom i 44 f.Kr. og blev der for at studere og skrive til i hvert fald 31 f.Kr. I 29 f.Kr. på vej til Korinth (hvor Augustus var på denne tid) besøgte han øen Gyaros i Det Ægæiske Hav. Omkring 25 f.Kr. sejlede han op ad Nilen til han nåede File. Der efter er det vanskeligt at følge hans bevægelser, da der er få nedtegnelser om hans færd før 17 e.Kr.
Han studerede under forskellige geografer og filosofer, først i Nysa, og senere i Rom. Filosofisk set var han en stoiker og politisk var han tilhænger af romersk imperialisme. Senere drog han på betydelige rejser til blandt andet Egypten og Etiopien. Det vides ikke hvornår hans Geografika blev skrevet, men kommentarer i værket placerer den endelige version indenfor styret til kejser Tiberius. Nogen mener han startede med at skrive omkring år 7 e.Kr., andre omkring år 18 e.Kr.. Kong Juba af Maurousia som døde i 23 e.Kr. nævnes som værende nyligt død. Strabon stoppede med at skrive det samme eller året efter (24 e.Kr.), måske på grund af hans død.
Flere forskellige tidspunkter har været foreslået for Strabons død, men de fleste mener det var kort tid efter år 23.

## Værker
"Jeg må begynde med Europa, både fordi det er så varieret i sin udformning og fra naturens hånd er bedst egnet til at udvikle fremragende mennesker og regeringssystemer..." 
(Geografika)
Strabon var forfatter til to store værker: Historika Hypomnếmata (gr.: Ἱστορικὰ Ὑπομνήματα – "historiske noter") i 47 bøger og Geôgraphiká (Geografika; gr.:. Γεωγραφικά – som slet ret betyder "geografi"). Historieværket var det største af hans værker, og var en fortsættelse af Polybs Historien som stoppede ved 146 f.Kr. op indtil i hvert fald 37 f.Kr., og muligvis endnu længere. Strabons Historie er næsten fuldkommen gået tabt. Strabon citerer den selv, og andre klassiske forfattere nævner at den fandtes, men det eneste overlevende dokumentet er et fragment af papyrus som nu tilhører Milanos universitet. Geografika som derimod næsten fuldkomment bevaret, anså han som et supplement til historie.
Det er ikke kendt nøjagtigt hvornår, Strabons Geografika blev skrevet, skønt kommentarer i teksten i sig selv placerer den færdige version til tiden under kejser Tiberius (14 e.Kr.–37 e.Kr.) styre. En del forskere har placeret det første udkast til omkring år 7 e.Kr., andre til år 18. Det sidste afsnit, hvor en dato kan tilskrives, er i hans omtale af kong Juba 2. af Mauretaniens død i år 23, som han siger var død "for nylig".  Han arbejdede sandsynligvis på Geografika i mange år og reviderede den jævnligt, ikke altid lige konsekvent. På antagelsen, at "for nylig" betyder inden for et år, stoppede Strabon med at skrive dette år eller det næste, 24 e.Kr., da han døde.
Det første af Strabons betydelige værker, Historiske skitser (Historica hypomnemata), som blev skrevet, mens han var i Rom omkring 20 f.Kr., er næsten fuldstændigt gået tabt. Det havde til hensigt at dække den kendte verdens historie fra erobringen af Hellas af romerne. Strabon citerer sig selv og andre antikke forfattere, som nævner, at dette værk eksisterede, skønt det eneste bevarede dokument er et fragment af en papyrus, som i dag er opbevaret af Universitet i Milano (nummereret på ny, [Papyrus] 46).